# Rolling Age
「Rolling Age」（ローリング・エイジ）は、1987年3月にリリースされた中村あゆみの8枚目のシングルである。
1988年5月21日にCDシングルとして再発されている。規格品番はオリジナル盤のシングルレコードが7HB-2010、再発CDシングルが10HD-2008。

## 解説
- アルバム『Smalltown Girl』の先行シングル。

## 収録曲
1. Rolling Age
  - 作詞／作曲／編曲:高橋研
2. Wild Child Boundのテーマ
  - 作詞／作曲／編曲:高橋研

## 楽曲の収録作品
- Rolling Age
  - BEST COLLECTION HUMMING BIRD YEARS '84-'93
  - Smalltown Girl（Remix）
  - HEART of DIAMONDS（Remixとボーカル新録のベストアルバム）
  - Decade —Ayumi Live— (ライブ収録)
  - rocks（Remixとボーカル新録のベストアルバム）
  - Ayumi of AYUMI〜30th Anniversary All Time Best
- Wild Child Boundのテーマ
  - BEST COLLECTION HUMMING BIRD YEARS '84-'93